# Комароловка
Комароловка (Polioptila) — рід горобцеподібних птахів родини комароловкових (Polioptilidae). Містить 16 видів.

## Поширення
Рід поширений у Центральній та Південній Америці.

## Опис
Дрібні птахи. Тіло завдовжки 10-13 см; вага тіла 4–9 г. Живиться комахами та іншими дрібними членистоногими.

## Види
- Комароловка сиза (Polioptila caerulea)
- Комароловка чорнохвоста (Polioptila melanura)
- Комароловка каліфорнійська (Polioptila californica)
- Комароловка кубинська (Polioptila lembeyei)
- Комароловка білощока (Polioptila albiloris)
- Комароловка юкатанська (Polioptila albiventris)
- Комароловка чорноголова (Polioptila nigriceps)
- Комароловка тропічна (Polioptila plumbea)
- Комароловка кремововола (Polioptila lactea)
- Комароловка каєнська (Polioptila guianensis)
- Комароловка венесуельська (Polioptila facilis)
- Комароловка амазонійська (Polioptila paraensis)
- Комароловка попеляста (Polioptila attenboroughi)
- Комароловка іквітозька (Polioptila clementsi)
- Комароловка сірогорла (Polioptila schistaceigula)
- Комароловка маскова (Polioptila dumicola)